# Paul Milord Mbappe Bwanga
Paul Milord Mbappe Bwanga est le roi des Bele-Bele. Il accède au trône en 2003, après une vacance de 10 ans 

## Biographie
Chef supérieur de premier degré, Paul Milord Mbappe Bwanga est à la tête de la chefferie supérieure  du canton Bele-Bele, l'une des chefferies du Wouri et membre du ngondo, dont il est le président depuis avril 2024. Il succède ainsi à James Essaka Ekwalla, de la chefferie supérieure du canton Deïdo.
Il inscrit le ngondo 2024 sous le thème de la solidarité.[pas clair]